# Stockfish
Стокфиш (енгл. Stockfish) је софтвер отвореног кода (енгл. Open Source) намењен игрању шаха. Развијен је од стране Торда Ромштада, Марка Косталбе и Јоне Киског 2008. године. Стокфиш је рангиран као један од најјачих шаховских софтвера на свету и као најјачи шаховски софтвер отвореног кода.
Настао је од Глаурунга (енгл. Glaurung), софтвера који је Ромштад претходно развијао.

## Карактеристике
Стокфиш може користити до 128 процесорских језгара у мултипроцесорским системима. У поређењу са другим програмима истог типа карактерише га изузетна претрага у дубину као и напредна алфа-бета претрага.
Програм подржава Фишеров насумични шах, што је једна од карактеристика преузетих из Глаурунга.

## Историја
Програм се оригинално развио из Глаурунга, шаховског софтвера који је Ромштад развио 2004. Четири године касније Косталба се прикључује пројекту (Ромштад је Норвежанин, Косталба је Италијан). Прва верзија, Стокфиш 1.0 је објављена у новембру 2008.
2011. Ромштад напушта пројекат а у Јуну 2014 и Косталба објављује да се повлачи са места главног програмера, тако да од тада програмом Стокфиш управља група програмера добровољаца.

## Фиштест
Од 2013, Стокфиш се развија користећи дистрибуирану софтверску платформу за тестирање која се зове Фиштест (енгл. Fishtest), где добровољци имају могућност да донирају ЦПУ у циљу побољшања квалитета програма.
Закључно са априлом 2015, платформа је укупно искористила више од 250 година ЦПУ времена како би се одиграло преко 165 милиона партија. То је резултовало великим скоком рејтинг поена Стокфиша.

## Резултати

### Учешће у ТЦЕЦ
2013. Стокфиш је учествовао у сезонама 4 и 5 ТЦЕЦ (енгл. Thoresen Chess Engines Competition) првенства за шаховски софтвер и оба пута је био други. ТЦЕЦ се сматра незваничним светским првенством у софтверском шаху.
Дана 30. маја 2014. тадашња верзија стокфиша 170514 (развојна верзија Стокфиша 5) убедљиво је освојила ТЦЕЦ сезону 6 са скором 35.5-28.5 против програма Комодо 7х у суперфиналу. Наредни дан, објављена је коначна верзија Стокфиша 5. У ТЦЕЦ сезони 7, Стокфиш је такође стигао до суперфинала, али овај пут је изгубио од Комода.

### Стокфиш против Накамуре
Снага Стокфиша у поређењу са људским противницима најбоље се види у хендикеп мечу против велемајстора Хикару Накамуре у августу 2014. Укупно су одигране 4 партије и Стокфиш је био бољи са резултатом 3-1 (два ремија и две победе Стокфиша). У овим партијама Накамура је имао помоћ старије верзије Рибке (енгл. Rybka). Обзиром да је Накамура познат по свом агресивном стилу игре, у обе партије које је изгубио покушао је да притисне противника како би добио уместо мирне позиционе игре која би вероватно водила ремију.

## Платформе
Све верзије Стокфиша су доступне у C++ коду. Програм је веома популаран на различитим платформама. На андроиду постоји више апликација за управљање Стокфиш софтвером (SmallFish, Droidfish итд).